# 鷲羽岳
鷲羽岳（わしばだけ）は、飛騨山脈（北アルプス）中央部に位置し、長野県大町市と富山県富山市にまたがる標高2,924 mの山である。1934年（昭和9年）12月4日に中部山岳国立公園に指定され、山域はその特別保護地区になっている。また日本百名山にも選定されている。
黒部川の源流に位置する。「裏銀座」と呼ばれる飛騨山脈主稜線の縦走路上にあり、山の奥深い位置のため、複数日かけて登頂されることが多い。山頂は森林限界のハイマツ帯で見晴らしが良く、飛騨山脈の大部分の山々を見渡すことができる。山の北側はデイサイト、南側は花崗閃緑岩から成る。
山頂には三等三角点が設定されている。点名は「中俣」。所在地は、富山県富山市大字有峰字黒部谷割1。

## 地理

### 鷲羽池火山

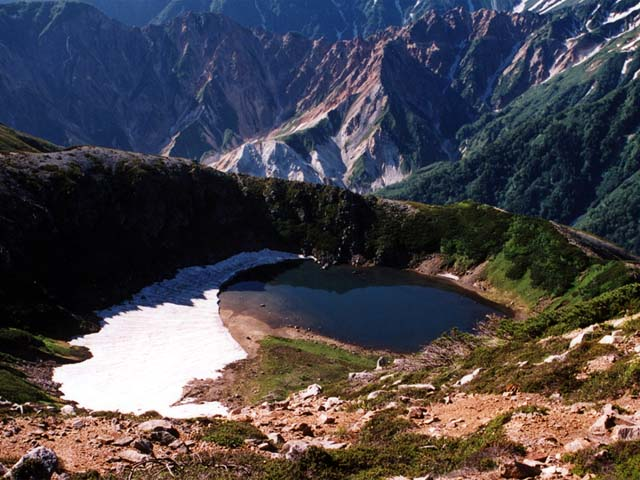
山頂から望む鷲羽池火口と鷲羽池

山頂から南東450 mほどの位置に鷲羽池がある。鷲羽岳南東斜面に形成された火山で、鷲羽池火口は鮮明な火口地形が残る。12万年前以降に活動し、安山岩 - デイサイトの溶岩流を東南に流出している。火口地形が鮮明なため過去1万年内に噴火した可能性があるという推察もあるが、気象庁の指定する活火山には指定されていない。鷲羽池火口南東にある硫黄沢では高さ数百 m以上に上昇する水蒸気噴出がしばしば目撃されている。ここでは2020年8月31日に噴気上昇が目撃され、その後も何度か確認目撃された。中でも9月28日は比較的大きな規模であった。2020年以前も同様の現象は3 - 5年に1回程度起こっていた。その後の調査で、紀元前2300年ごろに硫黄沢で、西暦紀元ごろに鷲羽池で、それぞれ大規模な水蒸気噴火が発生していたことが明らかとなった。

## 山名の歴史
山名は、南側の三俣蓮華岳から眺めた山容が、鷲が羽ばたいているように見えることに由来する。
当山は明治の登山黎明期までは東鷲羽岳あるいは龍池ヶ岳という名称であり、現在の三俣蓮華岳が「鷲羽岳」と呼ばれていた。
戦国時代末期以後の加賀藩政時代より、飛騨山脈の大半は加賀藩の奥山廻りによって調査され、1697年（元禄10年）に「鷲ノ羽岳」の山名や地形が絵図にされていた。 特にこの現在の三俣蓮華岳付近は、加賀藩政時代は三国境としての重要さから詳細に調査されていた。
鷲羽池について、1810年（文化7年）の山廻り日記『文化七年 上奥山御境目廻リ 桐沢半六』には、「八月二日晴天（中略）鷲羽嶽江登、鷲ノ羽嶽頭ニ而方角（中略）鷲羽嶽ノ巳ノ方池有ル 此ノ池甚タ減水ニ而、水三分程有ル」と記されている。
1910年（明治43年）、日本山岳会の小島烏水と高頭仁兵衛が、上高地の上條嘉門次を案内人として信州方面から登山したとき、彼らにとってはこの山域は処女地であった。このとき三俣蓮華岳について越中側での呼び名を知らなかった案内人の嘉門次に、「飛騨の猟師が、この山で熊を射止めた。そうして熊の膽（キモ）のつもりで俗称蓮華膽（肝臓）を腹から引き出して喰ったので信州の猟師達が嘲笑って蓮華喰みの岳と言ったのを略して蓮華と呼んでいる」と説明されたのである。
当時の参謀本部陸地測量部の5万分の1地形図では、従来の越中側の山名を踏襲して現在の三俣蓮華岳が鷲羽岳と記されていた。そこで日本山岳会の面々は、陸地測量部に調査不十分であると地図の訂正を強く求めた。その結果、1930年（昭和5年）の修正版で改訂されて現在に至っている。

## 登山
1907年（明治40年）夏、志村烏嶺は飛騨山脈の最奥地、黒部川源流域の人跡未踏の深山を求め、高瀬渓谷から烏帽子岳に登り、現在のいわゆる裏銀座コースを縦走して鷲羽岳に初登頂した。

### 登山ルート
烏帽子岳から槍ヶ岳へ続く裏銀座コース上にあり、そのほかにも多数のルートがある。以下がその一例である。
- 裏銀座（北方から）：高瀬ダム -（ブナ立尾根）- 烏帽子岳 - 野口五郎岳 - 水晶小屋 - ワリモ岳 - 鷲羽岳
- 読売新道：黒部ダム - 平ノ渡場 -（読売新道）- 赤牛岳 - 水晶岳 - 水晶小屋 - ワリモ岳 - 鷲羽岳
- 折立より：折立 - 太郎平小屋 - 北ノ俣岳 - 黒部五郎小舎 - 黒部五郎岳 - 三俣蓮華岳 - 三俣山荘 - 鷲羽岳（三俣蓮華岳の北側山腹を巻くルートもある。太郎平小屋から薬師沢小屋と雲ノ平を経由するルートもある）
- 新穂高岳温泉より：新穂高温泉 -（笠新道または小池新道）- 双六小屋 - 双六岳 - 三俣蓮華岳 - 三俣山荘 - 鷲羽岳（双六岳の東側山腹を巻くルートもある）
- 裏銀座（南方から）：槍ヶ岳 -（西鎌尾根）- 樅沢岳 - 双六小屋 - 双六岳 - 三俣蓮華岳 - 三俣山荘 - 鷲羽岳（槍ヶ岳へは、中房温泉からの表銀座、上高地や新穂高温泉などからの入山経路がある）
- 伊藤新道：湯俣温泉 - 三俣山荘 - 鷲羽岳[14]

### 周辺の山小屋

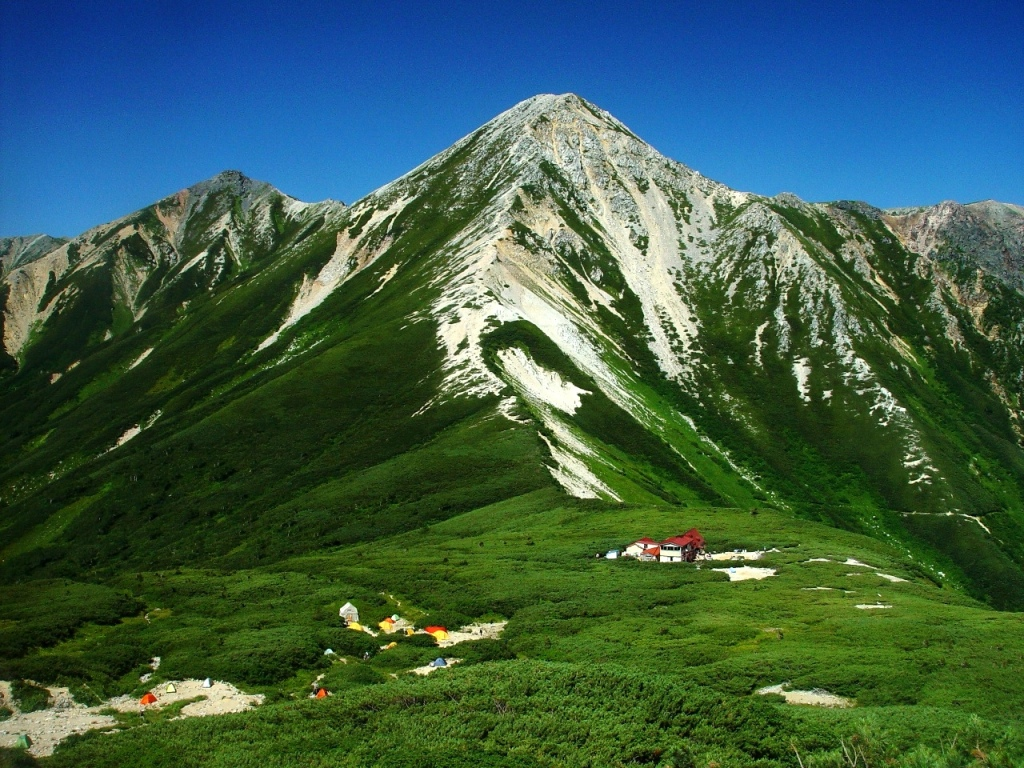
鷲羽岳と三俣山荘

周辺の登山道上には、複数の山小屋とキャンプ指定地がある。最寄りの山小屋は三俣山荘である。
| 画像 | 名称       | 所在地                       | 鷲羽岳からの方角と 距離 (km) | 標高 (m) | 収容 人数 | キャンプ 指定地 |
| ---- | ---------- | ---------------------------- | ---------------------------- | -------- | --------- | --------------- |
|      | 三俣山荘   | 鷲羽岳と三俣蓮華岳との鞍部   | 南西 1.2                     | 2,550    | 70人      | 70張            |
|      | 水晶小屋   | 裏銀座縦走路の水晶岳への分岐 | 北 1.9                       | 2,900    | 30人      | なし            |
|      | 雲ノ平山荘 | 雲ノ平・ギリシャ庭園         | 北西 3.2                     | 2,500    | 70人      | 50張            |

### 周辺の山

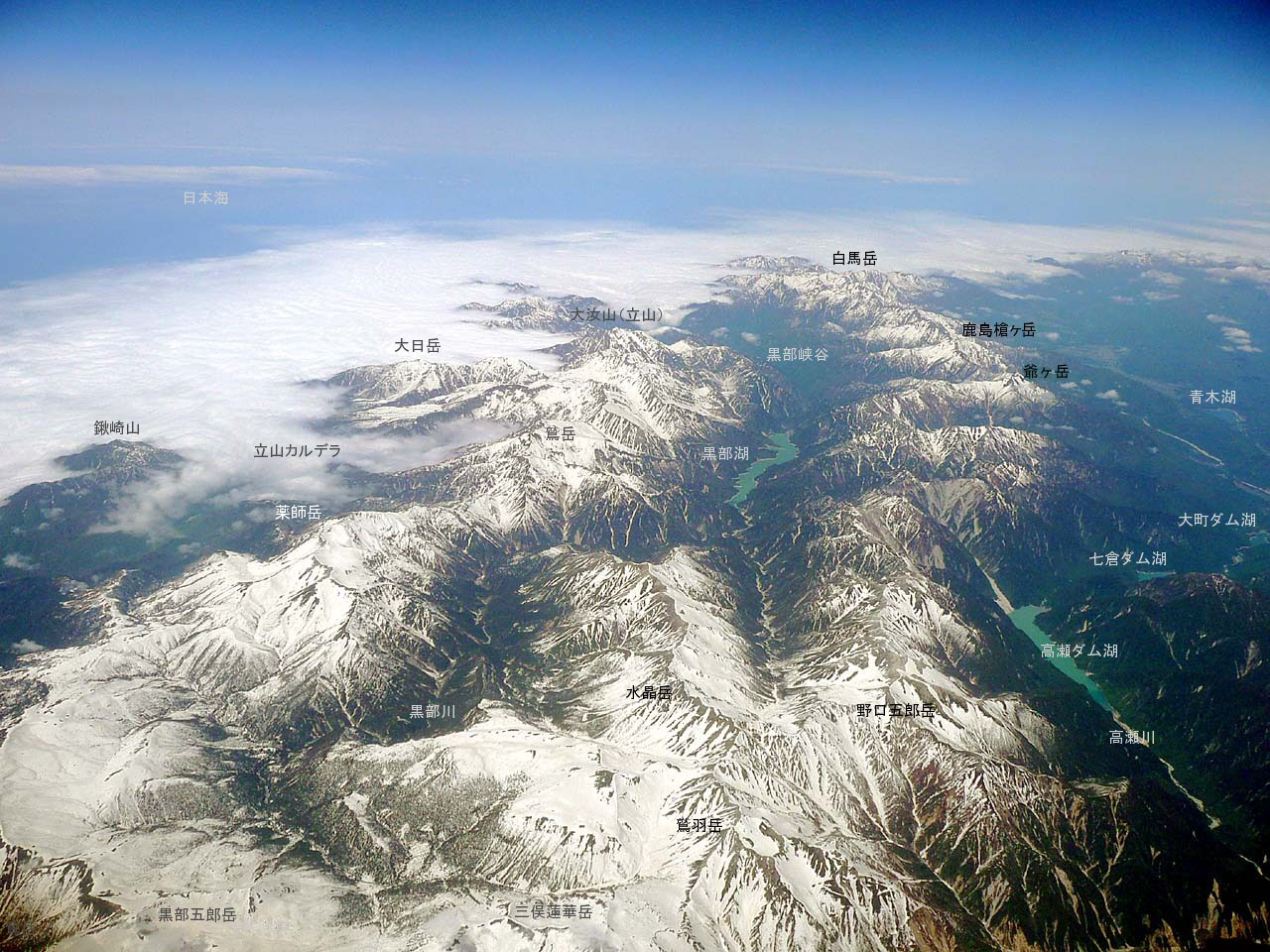
黒部川源流部と鷲羽岳（中央下）

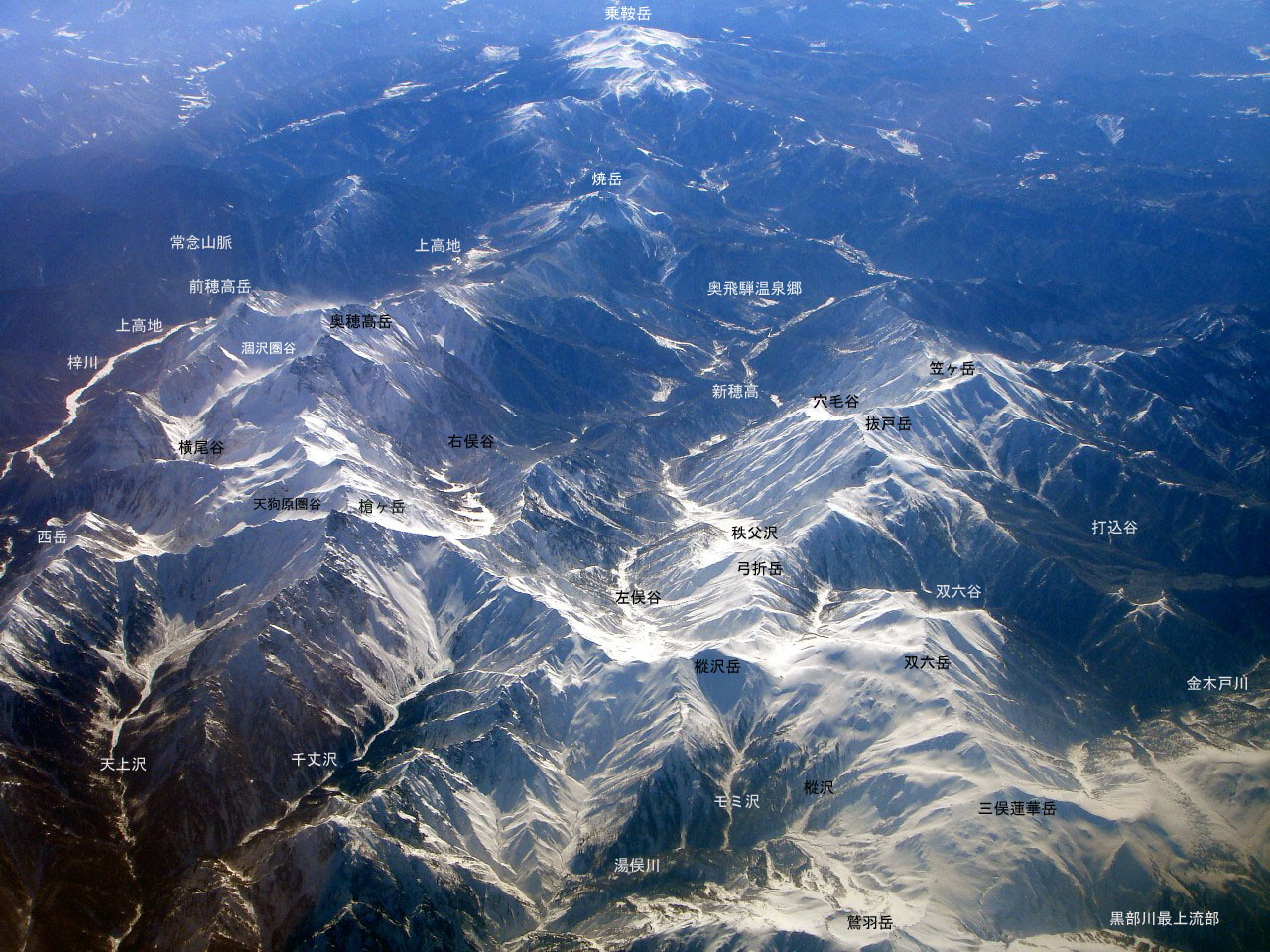
画像右下 逆方向から

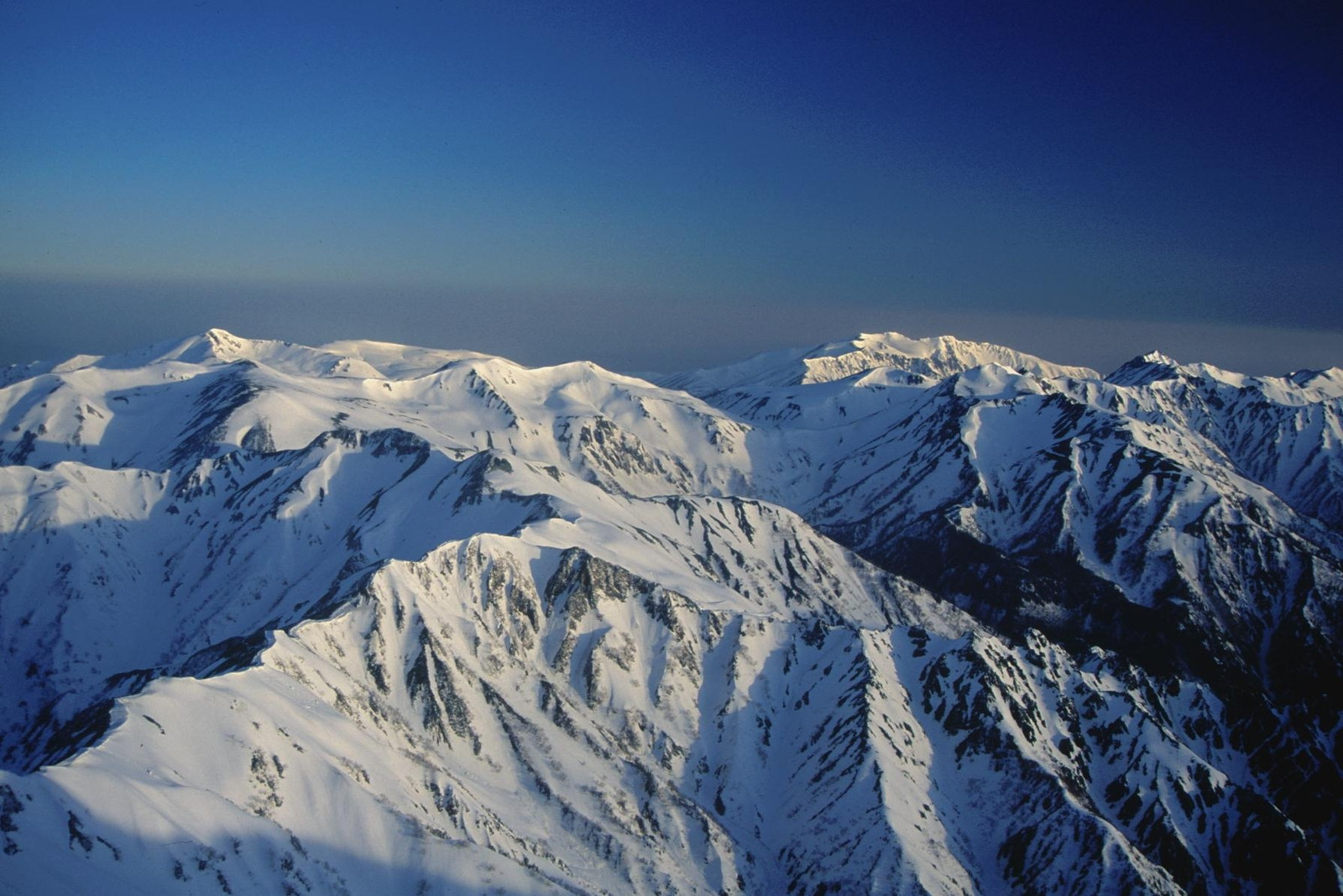
槍ヶ岳から望む鷲羽岳周辺の山

| 山容 | 名称       | 標高 (m) | 三角点 等級      | 鷲羽岳からの 距離 (km) | 備考                                    |
| ---- | ---------- | -------- | ---------------- | ---------------------- | --------------------------------------- |
|      | 水晶岳     | 2,986    | （三等） 2977.86 | 2.7                    | 別名：黒岳 日本百名山                   |
|      | 祖父岳     | 2,825    |                  | 1.6                    | 雲ノ平                                  |
|      | ワリモ岳   | 2,888    |                  | 0.6                    |                                         |
|      | 鷲羽岳     | 2,924.35 | 三等             | 0                      | 鷲羽池 日本百名山                       |
|      | 三俣蓮華岳 | 2,841.37 | 三等             | 2.1                    | 三県境（富山・岐阜・長野） 日本三百名山 |
|      | 双六岳     | 2,860.42 | 二等             | 3.8                    |                                         |
|      | 黒部五郎岳 | 2,839.67 | 三等             | 6.0                    | 別名：中ノ俣岳 日本百名山               |
|      | 槍ヶ岳     | 3,180    |                  | 7.8                    | 日本百名山                              |

### 源流の河川
当山を源流とする河川は以下の通り。いずれも日本海へ流れる。鷲羽岳と三俣蓮華岳との鞍部が黒部川と高瀬川との分水嶺となっている。
- 黒部川
- 湯俣川・ワリモ沢（高瀬川の支流）

## 山容と風景
- 水晶小屋方面から望む鷲羽岳
- 祖父岳から望むワリモ岳と鷲羽岳
- 燕山荘横より望む鷲羽岳
- 大天井岳から望む鷲羽岳と夕景
- 双六小屋より望む鷲羽岳